# Banque d'Albanie
La Banque d'Albanie (en albanais: Banka e Shqipërisë) est la banque centrale de l'Albanie. Son siège est à Tirana.

## Histoire
Avec la proclamation de la République albanaise et la consolidation du pouvoir par l'homme fort Ahmed Zogu, les conditions apparurent propices à la création d'une infrastructure financière plus stable, au prix toutefois d'une forte dépendance vis-à-vis des puissances extérieures. Avec la participation de diplomates britanniques et surtout italiens, une convention fut signée le 15 mars 1925 entre les autorités albanaises, représentées par le ministre des Affaires étrangères Mufid Libohova, et la banque italienne Credito Italiano dirigée par Mario Alberti. Cette convention fixa les conditions de la création de la Banque nationale d'Albanie, dont le siège serait à Rome et les opérations seraient effectuées en Albanie. Le texte fut ensuite ratifié par le Parlement albanais le 22 juin 1925, permettant ainsi la création officielle de la Banque nationale d'Albanie à Rome le 2 septembre 1925.
La convention de mars 1925 prévoyait que le capital social initial de la Banque nationale serait détenu par un ensemble de partenaires italiens, albanais, yougoslaves, suisses et belges. L'intention déclarée était que les intérêts albanais contrôlent la moitié du capital de 12,5 millions de francs-or, mais il s'est avéré qu'ils n'en avaient ni la capacité ni la volonté, En conséquence, les intérêts italiens ont fini par détenir plus de la moitié du total.
Peu après la chute du communisme en Albanie en décembre 1990, le pays a entamé une profonde réforme de son secteur financier. La Banque commerciale albanaise (albanais: Bankës Tregtare Shqiptare, BTSH) a été créée le 1er janvier 1991 en tant que spin-off des activités bancaires commerciales de la Banque d'État et a repris les succursales de la Banque d'État en dehors de Tirana.
Le 1er janvier 1993, la BTSH a fusionné avec une autre spin-off de la Banque d'État, la Banque nationale albanaise (albanaise: Banka Kombëtare e Shqipërisë, BKSH, créée en 1992), pour former la Banka Kombëtare Tregtare (BKT, lit. « Banque commerciale nationale ») ; cette dernière a été privatisée en 2000 et ensuite contrôlée par Çalık Holding.

## Liste de gouverneurs
| Rang | Nom                 | Mandat                                |     | Rang            | Nom                                   | Mandat                                   |
| ---- | ------------------- | ------------------------------------- | --- | --------------- | ------------------------------------- | ---------------------------------------- |
| 1er  | Mario Alberti       | (2 septembre 1925 - 25 mars 1931)     |     | 16e             | Dylber Vrioni                         | (1er septembre 1993 - 1er décembre 1994) |
| 2e   | Giuseppe Bianchini  | (25 mars 1931 - 25 mars 1935)         | 17e | Kristaq Luniku  | (1er décembre 1994 - 1er avril 1997)  |                                          |
| 3e   | Antonio Mosconi     | (25 mars 1935 - 8 septembre 1943)     | 18e | Qamil Tusha     | (15 avril 1997 - 10 septembre 1997)   |                                          |
| 4e   | Kostandin Boshnjaku | (17 janvier 1945 - 2 avril 1946)      | 19e | Shkëlqim Cani   | (10 septembre 1997 - 28 octobre 2004) |                                          |
| 5e   | Abdyl Këllezi       | (1946 - 1948)                         | 20e | Adrian Fullani  | (28 octobre 2004 - 7 septembre 2014)  |                                          |
| 6e   | Spiro Bakalli       | (1948 - 1966)                         | 21e | Elisabeta Gjoni | (7 septembre 2014 - 5 février 2015)   |                                          |
| 7e   | Zeqir Lika          | (1er avril 1966 - 15 février 1974)    | 22e | Gent Sejko      | (depuis le 5 février 2015)            |                                          |
| 8e   | Llazar Gjika        | (2 février 1974 - 16 novembre 1974)   |     |                 |                                       |                                          |
| 9e   | Aleks Verli         | (2 novembre 1974 - 1er mars 1976)     |     |                 |                                       |                                          |
| 10e  | Kostaq Postoli      | (1er mars 1976 - 15 juillet 1984)     |     |                 |                                       |                                          |
| 11e  | Andrea Nako         | (16 juillet 1984 - 15 juillet 1985)   |     |                 |                                       |                                          |
| 12e  | Kamber Myftari      | (16 septembre 1986 - 28 février 1989) |     |                 |                                       |                                          |
| 13e  | Qirjako Mihali      | (Mars 1989 - décembre 1990)           |     |                 |                                       |                                          |
| 14e  | Niko Gjyzari        | (1er janvier 1991 - 31 août 1991)     |     |                 |                                       |                                          |
| 15e  | Ilir Hoti           | (1er mai 1992 - 1er septembre 1993)   |     |                 |                                       |                                          |